# Rezultati predizbora za predsjedničku nominaciju u Demokratskoj stranci 2008.
Rezultati predizbora za predsjedničku nominaciju u Demokratskoj stranci 2008. su rezultati koji prikazuju političku bitku unutar Demokratske stranke za predsjedničku nominaciju na predsjedničkim izborima u SAD-u 2008. godine. Izbori se odvijaju u svim američkim saveznim državama, kao i u Portoriku, Guamu, Samoi, Američkim Djevičanskim Otocima i Okrugu Kolumbija, a glasuju i Demokrati u inozemstvu. 
Neslužbeni pobjednik predizbora je Barack Obama koji je sakupio dovoljan broj delegata, a njegova jedina protukandidatkinja, Hillary Clinton 7. lipnja 2008. suspendirala je svoju kampanju. Obama čeka potvrdu svoje nominacije na demokratskoj stranačkoj konvenciji.

## Ukupni pregled
| Kandidati                                                                      | Kandidati                                                                      | Nedodijeljeni | Hillary Clinton | Barack Obama | John Edwards |  |  |  |  |  |
|                                                                                |                                                                                |               |                 |              |              |  |  |  |  |  |
| Ukupni broj procijenjenih delegata (4,134 od 4,233, 98%)                       | Ukupni broj procijenjenih delegata (4,134 od 4,233, 98%)                       | 99            | 1,885 46%       | 2,244½ 54%   | 4½ <1%       |  |  |  |  |  |
| Ukupni procijenjeni broj superdelegata (724½ od 823½, 88% od 19%)              | Ukupni procijenjeni broj superdelegata (724½ od 823½, 88% od 19%)              | 99            | 246½ 34%        | 478 66%      | 0            |  |  |  |  |  |
| Ukupni procijenjeni broj dodijeljenih delegata (3,409½ od 3,409½, 100% od 81%) | Ukupni procijenjeni broj dodijeljenih delegata (3,409½ od 3,409½, 100% od 81%) | 0             | 1,638½ 48%      | 1,766½ 52%   | 4½ <1%       |  |  |  |  |  |
|                                                                                |                                                                                |               |                 |              |              |  |  |  |  |  |
| Ukupan broj obaveznih dodijeljenih delegata (3,341½ od 3,409½, 98% od 81%)     | Ukupan broj obaveznih dodijeljenih delegata (3,341½ od 3,409½, 98% od 81%)     | 0             | 1,617½ 48%      | 1,722½ 52%   | 1½ <1%       |  |  |  |  |  |

## Pregled rezultata po saveznim državama
Sljedeća tablica prikazuje koliko delegata se priklonilo jednom od kandidata tijekom predizbora. U većini saveznih država odluka o broju delegata odličila se na samo jednim izborima (npr. Kalifornija), dok se u nekim državama odlučuje na više izbora i konvencija (npr. Iowa). U tim državama postoje posebni izbori (caucus) u kojima se ne dodjeljuju delegati nego se samo daje procjena koliko bi koji kandidat mogao dobiti na izborima u toj državi. Rezultati tih izbora su prekriženi.
Tumač:
1. Osim ako nije drugačije navedeno, rezultati izbora dolaze sa stranica o izborima na engleskoj Wikipediji koje možete vidjeti tako što slijedite poveznicu na engleskoj Wikipediji.
2. Za prijašnje izbore, crtica (-) označava da kandidat nije bio na glasačkom listiću.
3. A Broj delegata u uglatim zagradama ([]) označava samo procjenu. Točan broj delegata bit će/bio je odlučen na kasnijim izborima u toj saveznoj državi.
4. B Ove države koriste više izbora ili konvencija kako bi odredili broj delegata koji će se prikloniti kandidatima. Ovi procesi su objašnjeni na člancima o izborima na engleskoj Wikipediji.

| 1. mjesto broj delegata |  | Odustao prije natjecanja |

| Datum                     | Savezna država                                                                                         | Nedodijeljeni | Hillary Clinton | Barack Obama    | Mike Gravel | John Edwards  | Dennis Kucinich | Bill Richardson | Joe Biden | Chris Dodd |
| 3. siječnja               | Iowa caucus izbor Dodijeljenih delegata: 0 (od 45)[A][B]                                               | 0%            | [ 15 ] 29%      | [ 16 ] 38%      | 0%          | [ 14 ] 30%    | 0%              | 2%              | 1%        | 0%         |
| 8. siječnja               | New Hampshire izbor Dodijeljenih delegata: 22                                                          | –             | 9 39%           | 12 9 36%        | 0%          | 1 4 17%       | 1%              | 5%              | 0%        | 0%         |
| 15. siječnja              | Michigan izbor Dodijeljenih delegata: 64 (bilo je 128) zbog kazne DNK                                  | 55 40%        | 34½ 73 55%      | 29½ -           | 0%          | –             | 4%              | –               | –         | 1%         |
| 19. siječnja              | Nevada orkužni caucus izbor Dodijeljenih delegata: 0 (od 25)[A][B]                                     | 0%            | [ 12 ] 51%      | [ 13 ] 45%      | 0%          | 4%            | 0%              | –               | –         | –          |
| 26. siječnja              | Južna Karolina izbor Dodijeljenih delegata: 45                                                         | –             | 12 27%          | 32 25 55%       | 0%          | 1 8 18%       | 0%              | 0%              | 0%        | 0%         |
| 29. siječnja              | Florida izbor Dodijeljenih delegata: 92½ (bilo je 185) zbog kazne DNK                                  | –             | 52½ 105 50%     | 34½ 67 33%      | 0%          | 5½ 13 14%     | 1%              | 1%              | 1%        | 0%         |
| 5. veljače                | Alabama izbor Dodijeljenih delegata: 52                                                                | 0%            | 25 42%          | 27 56%          | –           | 1%            | –               | 0%              | 0%        | 0%         |
| 5. veljače                | Aljaska caucus izbor Dodijeljenih delegata: 0 (od 13)[A][B]                                            | 0%            | [ 4 ] 25%       | [ 9 ] 75%       | –           | –             | –               | –               | –         | –          |
| 5. veljače                | Američka Samoa caucus izbor Dodijeljenih delegata: 3                                                   | –             | 2 57%           | 1 42%           | 0%          | –             | –               | –               | –         | –          |
| 5. veljače                | Arizona izbor Dodijeljenih delegata: 56                                                                | –             | 31 50%          | 25 42%          | 0%          | 5%            | 0%              | 0%              | –         | 0%         |
| 5. veljače                | Arkansas izbor Dodijeljenih delegata: 35                                                               | 1%            | 27 70%          | 8 26%           | 0%          | 2%            | 0%              | 0%              | 0%        | 0%         |
| 5. veljače                | Kalifornija izbor Dodijeljenih delegata: 370                                                           | –             | 204 52%         | 166 43%         | 0%          | 4%            | 0%              | 0%              | 0%        | 0%         |
| 5. veljače                | Colorado okružni caucus izbor Dodijeljenih delegata: 0 (od 55)[A][B]                                   | 1%            | [ 20 ] 32%      | [ 35 ] 67%      | 0%          | 0%            | 0%              | 0%              | 0%        | 0%         |
| 5. veljače                | Connecticut izbor Dodijeljenih delegata: 48                                                            | 1%            | 22 47%          | 26 51%          | 0%          | 1%            | 0%              | 0%              | 0%        | 0%         |
| 5. veljače                | Delaware izbor Dodijeljenih delegata: 15                                                               | –             | 6 42%           | 9 53%           | –           | 1%            | 0%              | –               | 3%        | 0%         |
| 5. veljače                | Georgia izbor Dodijeljenih delegata: 87                                                                | –             | 27 31%          | 60 66%          | 0%          | 2%            | 0%              | 0%              | 0%        | 0%         |
| 5. veljače                | Idaho okružni caucus izbor Dodijeljenih delegata: 12 (od 18)[A][B]                                     | 3%            | 2 [ 3 ] 17%     | 10 [ 15 ] 80%   | –           | 1%            | –               | –               | –         | –          |
| 5. veljače                | Illinois izbor Dodijeljenih delegata: 153                                                              | –             | 49 33%          | 104 65%         | –           | 2%            | 0%              | 0%              | 0%        | 0%         |
| 5. veljače                | Kansas local unit conventions Dodijeljenih delegata: 21 (od 32)[A][B]                                  | –             | 6 [ 9 ] 26%     | 15 [ 23 ] 74%   | –           | 0%            | 0%              | 0%              | –         | –          |
| 5. veljače                | Massachusetts izbor Dodijeljenih delegata: 93                                                          | –             | 55 57%          | 38 41%          | 0%          | 2%            | 0%              | 0%              | 0%        | 0%         |
| 5. veljače                | Minnesota caucus izbor Dodijeljenih delegata: 72                                                       | 1%            | 24 32%          | 48 66%          | –           | 0%            | 0%              | 0%              | 0%        | 0%         |
| 5. veljače                | Missouri izbor Dodijeljenih delegata: 72                                                               | 0%            | 36 48%          | 36 49%          | 0%          | 2%            | 0%              | 0%              | 0%        | 0%         |
| 5. veljače                | New Jersey izbor Dodijeljenih delegata: 107                                                            | –             | 59 54%          | 48 44%          | –           | 1%            | 0%              | 0%              | 0%        | –          |
| 5. veljače                | Novi Meksiko caucus izbor Dodijeljenih delegata: 26                                                    | 0%            | 14 49%          | 12 48%          | –           | 1%            | 0%              | 1%              | 0%        | 0%         |
| 5. veljače                | New York izbor Dodijeljenih delegata: 232                                                              | –             | 139 57%         | 93 40%          | –           | 1%            | –               | –               | –         | –          |
| 5. veljače                | Sjeverna Dakota okružni caucus izbor Dodijeljenih delegata: 0 (od 13)[A][B]                            | –             | [ 5 ] 37%       | [ 8 ] 61%       | –           | 1%            | –               | –               | –         | –          |
| 5. veljače                | Oklahoma izbor Dodijeljenih delegata: 38                                                               | –             | 24 55%          | 14 31%          | –           | 10%           | 1%              | 2%              | –         | 1%         |
| 5. veljače                | Tennessee izbor Dodijeljenih delegata: 68                                                              | 1%            | 40 54%          | 28 41%          | 0%          | 4%            | 0%              | 0%              | 0%        | 0%         |
| 5. veljače                | Utah izbor Dodijeljenih delegata: 23                                                                   | –             | 9 39%           | 14 57%          | 0%          | 3%            | 0%              | 0%              | 0%        | 0%         |
| 9. veljače                | Louisiana izbor Dodijeljenih delegata: 56                                                              | –             | 22 38%          | 34 62%          | –           | –             | –               | –               | –         | –          |
| 9. veljače                | Nebraska okružni caucus izbor Dodijeljenih delegata: 16 (od 24)[A][B]                                  | 0%            | 5 [ 8 ] 32%     | 11 [ 16 ] 68%   | –           | –             | –               | –               | –         | –          |
| 9. veljače                | Američki Djevičanski Otoci teritorijalna konvencija Dodijeljenih delegata: 3                           | –             | 8%              | 3 92%           | –           | –             | –               | –               | –         | –          |
| 9. veljače                | Washington okružni caucus izbor Dodijeljenih delegata: 0 (od 78)[A][B]                                 | 1%            | [ 26 ] 31%      | [ 52 ] 68%      | –           | –             | –               | –               | –         | –          |
| 10. veljače               | Maine gradski caucus izbor Dodijeljenih delegata: 0 (od 24)[A][B]                                      | 1%            | [ 9 ] 40%       | [ 15 ] 60%      | –           | –             | –               | –               | –         | –          |
| 5. veljače – 12. veljače  | Demokrati u inozemstvu izbor Dodijeljenih delegata: 7                                                  | 0%            | 2½ 32%          | 4½ 66%          | –           | 1%            | 1%              | 0%              | 0%        | –          |
| 12. veljače               | Okrug Kolumbija izbor Dodijeljenih delegata: 15                                                        | 0%            | 2 3 24%         | 13 12 75%       | –           | 0%            | 0%              | 0%              | –         | –          |
| 12. veljače               | Maryland izbor Dodijeljenih delegata: 70                                                               | 1%            | 27 28 36%       | 43 42 61%       | 0%          | 1%            | 0%              | 0%              | 0%        | 0%         |
| 12. veljače               | Virginia izbor Dodijeljenih delegata: 83                                                               | –             | 29 35%          | 54 64%          | –           | 1%            | 0%              | 0%              | 0%        | –          |
| 19. veljače               | Havaji caucus izbor Dodijeljenih delegata: 20                                                          | 0%            | 6 24%           | 14 76%          | –           | 0%            | 0%              | –               | –         | –          |
| 19. veljače               | Wisconsin izbor Dodijeljenih delegata: 74                                                              | 0%            | 32 41%          | 42 58%          | 0%          | 1%            | 0%              | 0%              | 0%        | 0%         |
| 4. ožujka                 | Ohio izbor Dodijeljenih delegata: 141                                                                  | –             | 74 54%          | 67 44%          | –           | 2%            | –               | –               | –         | –          |
| 4. ožujka                 | Rhode Island izbor Dodijeljenih delegata: 21                                                           | 1%            | 13 58%          | 8 40%           | –           | 1%            | –               | –               | –         | –          |
| 4. ožujka                 | Teksas izbor Dodijeljenih delegata: 126 (od 193)[B]                                                    | –             | 65 51%          | 61 47%          | –           | 1%            | –               | 0%              | 0%        | 0%         |
| 4. ožujka                 | Teksas okružne konvencije Dodijeljenih delegata: 0 (od 193)[A][B]                                      | 0%            | [ 29 ] 44%      | [ 38 ] 56%      | –           | –             | –               | –               | –         | –          |
| 4. ožujka                 | Vermont izbor Dodijeljenih delegata: 15                                                                | –             | 6 39%           | 9 59%           | –           | 1%            | 1%              | –               | –         | –          |
| 8. ožujka                 | Wyoming okružni caucus izbor Dodijeljenih delegata: 7 (od 12)[A][B]                                    | 1%            | 3 [ 5 ] 38%     | 4 [ 7 ] 61%     | –           | –             | –               | –               | –         | –          |
| 11. ožujka                | Mississippi izbor Dodijeljenih delegata: 33                                                            | 0%            | 13 37%          | 20 61%          | 0%          | 1%            | 0%              | 0%              | 0%        | 0%         |
| 19. veljače – 14. ožujka  | Sjeverna Dakota legislativne orkužne konvencije Dodijeljenih delegata: 0 (od 13)[A][B]                 | –             | –               | –               | –           | –             | –               | –               | –         | –          |
| 15. ožujka                | Iowa okružne konvencije Dodijeljenih delegata: 0 (od 45)[A][B]                                         | –             | [ 14 ]          | [ 25 ]          | –           | [ 6 ]         | –               | –               | –         | –          |
| 20. ožujka – 17. ožujka   | Colorado okružne skupštine/konvencije Dodijeljenih delegata: 0 (od 55)[A][B]                           | –             | [ 20 ]          | [ 35 ]          | –           | –             | –               | –               | –         | –          |
| 29. ožujka                | Teksas okružne i senatorske konvencije Dodijeljenih delegata: 0 (od 193)[A][B]                         | –             | [ 30 ]          | [ 37 ]          | –           | –             | –               | –               | –         | –          |
| 4. travnja – 6. travnja   | Sjeverna Dakota državna konvencija Dodijeljenih delegata: 13 (od 13)[B]                                | –             | 5               | 8               | –           | –             | –               | –               | –         | –          |
| 23. veljače – 12. travnja | Nevada okružne konvencije Dodijeljenih delegata: 0 (od 25)[A][B]                                       | –             | [ 12 ]          | [ 13 ]          | –           | –             | –               | –               | –         | –          |
| 22. travnja               | Pennsylvania izbor Dodijeljenih delegata: 158                                                          | –             | 85 55%          | 73 45%          | –           | –             | –               | –               | –         | –          |
| 5. travnja – 26. travnja  | Washington legislativni okružni caucus izbor/okružne konvencije Dodijeljenih delegata: 0 (od 78)[A][B] | –             | –               | –               | –           | –             | –               | –               | –         | –          |
| 26. travnja               | Iowa okružne konvencije Dodijeljenih delegata: 29 (od 45)[B]                                           | –             | 9 [ 14 ]        | 18 16 [26] [24] | –           | 2 4 [5] [ 7 ] | –               | –               | –         | –          |
| 3. svibnja                | Guam teritorijalna konvencija Dodijeljenih delegata: 4                                                 | –             | 2 50%           | 2 50%           | –           | –             | –               | –               | –         | –          |
| 6. svibnja                | Indiana izbor Dodijeljenih delegata: 72                                                                | –             | 38 51%          | 34 49%          | –           | –             | –               | –               | –         | –          |
| 6. svibnja                | Sjeverna Karolina izbor Dodijeljenih delegata: 115                                                     | 1%            | 48 41%          | 67 56%          | <1%         | –             | –               | –               | –         | –          |
| 13. svibnja               | Zapadna Virginia izbor Dodijeljenih delegata: 28                                                       | –             | 20 67%          | 8 26%           | –           | 7%            | –               | –               | –         | –          |
| 13. svibnja – 16. svibnja | Colorado državna konvencija Dodijeljenih delegata: 36 (od 55)[B]                                       | –             | 13              | 23              | –           | –             | –               | –               | –         | –          |
| 17. svibnja               | Colorado državna konvencija Dodijeljenih delegata: 19 (od 55)[B]                                       | –             | 6               | 13              | –           | –             | –               | –               | –         | –          |
| 17. svibnja               | Kansas državna konvencija Dodijeljenih delegata: 11 (od 32)[B]                                         | –             | –               | –               | –           | –             | –               | –               | –         | –          |
| 17. svibnja               | Nevada državna konvencija Dodijeljenih delegata: 25 (od 25)[B]                                         | –             | 11              | 14              | –           | –             | –               | –               | –         | –          |
| 17. svibnja               | Washington kongreski okružni caucus izbor Dodijeljenih delegata: 51 (od 78)[B]                         | –             | 17 [26]         | 34 [52]         | –           | –             | –               | –               | –         | –          |
| 20. svibnja               | Kentucky izbor Dodijeljenih delegata: 51                                                               | 2%            | 37 66%          | 14 30%          | –           | 2%            | –               | –               | –         | –          |
| 20. svibnja               | Oregon izbor Dodijeljenih delegata: 52                                                                 |               | 21 41%          | 31 58%          | –           | –             | –               | –               | –         | –          |
| 24. svibnja               | Aljaska državna konvencija Dodijeljenih delegata: 13 (od 13)[B]                                        | –             | 3               | 10              | –           | –             | –               | –               | –         | –          |
| 24. svibnja               | Wyoming državna konvencija Dodijeljenih delegata: 5 (od 12)[B]                                         | –             | 2               | 3               | –           | –             | –               | –               | –         | –          |
| 31. svibnja               | Maine državna konvencija Dodijeljenih delegata: 24 (od 24)[B]                                          | –             | 9               | 15              | –           | –             | –               | –               | –         | –          |
| 1. lipnja                 | Portoriko izbor Dodijeljenih delegata: 55                                                              | –             | 38 68%          | 17 32%          | –           | –             | –               | –               | –         | –          |
| 3. lipnja                 | Montana izbor Dodijeljenih delegata: 16                                                                | 2%            | 7 41%           | 9 56%           | –           | –             | –               | –               | –         | –          |
| 3. lipnja                 | Južna Dakota izbor Dodijeljenih delegata: 15                                                           | -             | 8 55%           | 7 45%           | –           | –             | –               | –               | –         | –          |
| 6. lipnja – 7. lipnja     | Teksas državna konvencija Dodijeljenih delegata: 67 (od 193)[B]                                        | –             | 29              | 38              | –           | –             | –               | –               | –         | –          |
| 1. lipnja – 10. lipnja    | Nebraska okružne konvencije Dodijeljenih delegata: 0 (od 24)[A][B]                                     | –             | –               | –               | –           | –             | –               | –               | –         | –          |
| 12. lipnja – 14. lipnja   | Idaho državna konvencija Dodijeljenih delegata: 6 (od 18)[B]                                           | –             | –               | –               | –           | –             | –               | –               | –         | –          |
| 14. lipnja                | Iowa državna konvencija Dodijeljenih delegata: 16 (od 45)[B]                                           | –             | –               | –               | –           | –             | –               | –               | –         | –          |
| 13. lipnja – 15. lipnja   | Washington državna konvencija Dodijeljenih delegata: 27 (od 78)[B]                                     | –             | –               | –               | –           | –             | –               | –               | –         | –          |
| 20. lipnja – 22. lipnja   | Nebraska državna konvencija Dodijeljenih delegata: 8 (od 24)[B]                                        | –             | –               | –               | –           | –             | –               | –               | –         | –          |